# Fulgencio Hinojosa
El Cor. Fulgencio Hinojosa fue un militar mexicano. El 13 de abril de 1859 las fuerzas conservadoras sitiadas en Colima rompieron el cerco que les impuso el coronel liberal Fulgencio Hinojosa, haciéndolos huir del estado, quedando muchos muertos y heridos en las huertas y calles de la ciudad. 